# Mikko Noopila
Mikko Sakari Noopila (* 3. Juni 1977 in Helsinki) ist ein ehemaliger finnischer Basketballspieler.

## Laufbahn
Beim Verein Pantterit in seiner Heimatstadt Helsinki gelang dem 2,04 Meter großen Flügelspieler in der Saison 1994/95 der Sprung in die Korisliiga, die höchste Spielklasse Finnlands. 1995/96 war Noopila bereits Stammspieler, 1996 wechselte er innerhalb der Liga von Pantterit zu Lahden NMKY in die Stadt Lahti. Dort blieb er ein Jahr und ging anschließend in die Vereinigten Staaten. Vermittelt hatte ihm diesen Wechsel Trainer Aaron McCarthy, der Noopila eigentlich zu Torpan Pojat holen wollte. Als Noopila aber seinen Wunsch äußerte, in die USA zu gehen, leitete McCarthy den Finnen an seinen Vater Neil McCarthy weiter, der die Mannschaft der New Mexico State University als Trainer betreute.
An der New Mexico State University studierte Noopila von 1997 bis 2001 Betriebswirtschaftslehre und gehörte der Basketballmannschaft der Hochschule an. Er bestritt 120 Spiele für New Mexico State, seine beste Saison in den Vereinigten Staaten war seine letzte, als er 2000/01 im Schnitt 5 Punkte sowie 3 Rebounds pro Partie erzielte.
Noopila wechselte anschließend in die deutsche Basketball-Bundesliga zu Stadtsport Braunschweig. Im selben Jahr schloss sich auch sein Landsmann Markku Larkio den Niedersachsen an.
Noopila kam im Laufe seiner fünf Jahre in Braunschweig in der Bundesliga in keiner Saison über eine mittlere Einsatzzeit von rund 17 Minuten pro Begegnung hinaus. Mit 6,8 Punkten je Einsatz in der Saison 2002/03 verbuchte er seinen Bundesliga-Höchstwert. Er überzeugte insbesondere mit seiner Arbeitseinstellung und seinem kämpferischen Einsatz. In der finnischen Nationalmannschaft wurde Noopila in 51 Länderspielen eingesetzt. In seinem letzten Braunschweiger Spieljahr 2005/06 (bis Januar 2006 unter seinem Landsmann Henrik Dettmann als Trainer) verpasste er mit den Niedersachsen den sportlichen Klassenerhalt. Der Verein kündigte Noopilas Vertrag, der daraufhin eine Klage einreichte und vom Arbeitsgericht Braunschweig recht bekam. Mit seinem Abschied aus Braunschweig endete seine Laufbahn als Berufsbasketballspieler, Noopila zog in die Vereinigten Staaten, erlangte an einen weiteren Hochschulabschluss im Fach Finanzwesen und wurde in den USA im Bankwesen beruflich tätig.